# Първа дама
Първа дама е съпругата на държавния глава (или евентуално съпругата на премиера) на държава с републиканско управление. Според протокола има представителна функция, като придружава съпруга си при обществени, политически и благотворителни прояви. Друг по-конкретен термин, служещ за обозначаване на съпругата на президент, е президентша, а на съпругата на премиера – премиерша.

## В България
В България терминът първа дама не се използва широко.

### Първи дами на България
- Галя Младенова е съпруга на председателя на Държавния съвет Петър Младенов. Първа дама на България в периода 17 ноември 1989 – 6 юли 1990.

- Соня Бакиш е съпруга на председателя (президент) Станко Тодоров. Първа дама на България в периода 6 юни – 17 юни 1990.

- Мария Желева е съпруга на първия президент Желю Желев. Първа дама на България в периода 1990 – 1997.

- Антонина Стоянова е съпруга на втория президент Петър Стоянов. Първа дама на България в периода 1997 – 2002.

- Зорка Първанова е съпруга на третия президент Георги Първанов. Първа дама на България в периода 2002 – 2012.

- Юлияна Плевнелиева е съпруга на четвъртия президент Росен Плевнелиев. Първа дама на България в периода 2012 – 2017. В закона за протокола не фигурира понятието „първа дама“, това каза Росен Плевнелиев пред журналисти по повод нейното отсъствие на публичните събития.

- Десислава Радева е съпруга на петия президент Румен Радев. Първа дама на България в периода от 2017 до днес.

## Някои известни първи дами
- Мелания Тръмп (САЩ)
- Мишел Обама (САЩ)
- Хилъри Клинтън (САЩ), впоследствие Държавен секретар на САЩ и кандидат-президент на САЩ
- Елена Чаушеску (Румъния)
- Виториа Леоне (Италия)
- Граса Машел (Мозамбик и РЮА) – съпруга на президента на Мозамбик Самора Машел, овдовява през 1986, омъжва се за президента на РЮА Нелсън Мандела през юли 1998, ставайки уникална с това, че е първа дама на две различни републики
- Имелда Маркос (Филипини) – по-късно става президент
- Ева „Евита“ Перон (Аржентина)
- Елинор Рузвелт (САЩ)
- Марта де Фокс (Мексико)
- Жаклин Кенеди (САЩ) – съпруга на Джон Кенеди, по-късно се омъжва за Аристотел Онасис
- Айша Диори (Нигер) – екзекутирана
- Соня Ганди (Индия) – по-късно става политически лидер
- Нанси Рейгън (САЩ)
- Раиса Горбачова – съпруга на Михаил Горбачов, президент на СССР и генерален секретар на ЦК на КПСС
- Лора Буш (САЩ)
- Людмила Путина (Русия)
- Сесилия Атиас, съпруга на френския президент Никола Саркози, известна с приноса си за освобождаване на българските медици от Либия.